# Hendrick van der Burgh
Hendrick van der Burgh, ook Van der Burch (Honselersdijk, 1627 - Leiden?, na 1664) was een Nederlands kunstschilder, tekenaar en prentkunstenaar. Hij vervaardigde portretten en genrestukken, die hij signeerde met 'HVB'. 
Zijn ouders waren Rochus Hendricksz van der Burch, kaarsenmaker, en Diewertje Jochmsdr van Vliet. Hij had zeker 4 zussen, waarvan Annetje getrouwd was met de zilversmid Barent Jacobsz Gast en Jannetje met Pieter de Hooch, wiens werk grote overeenkomst vertoont met dat van Van der Burgh. Hun beider namen komen voor in diverse notariële documenten. In 1633 verhuisde het gezin naar Voorburg, en later naar de Binnenwatersloot te Delft. 

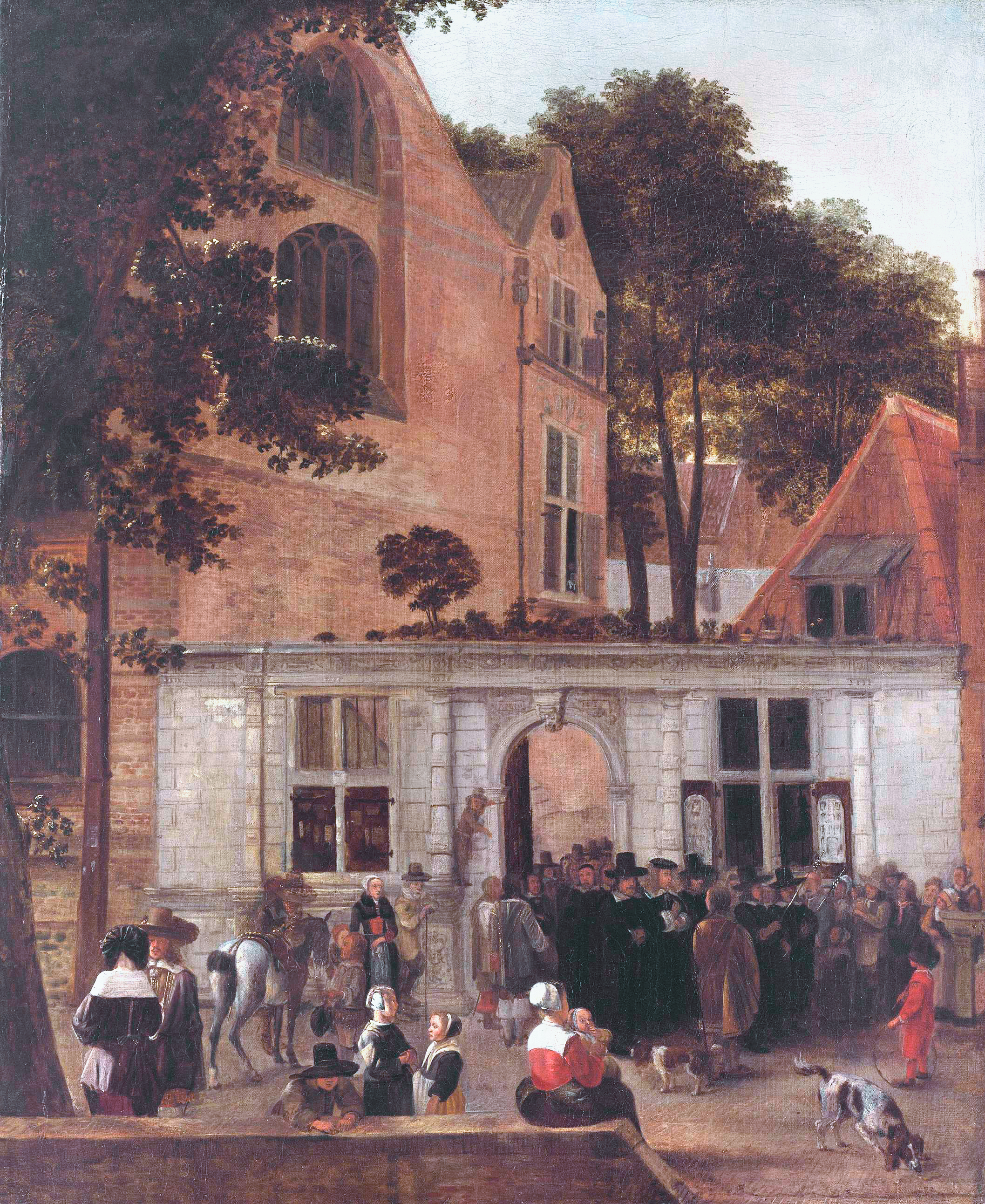
Een promotie aan de Universiteit van Leiden, omstreeks 1650. (Rijksmuseum Amsterdam)

Hendricks naam komt voor het eerst voor in Delftse documenten van 1642.
Van der Burgh werd op 24 januari 1649 lid van het Delftse Sint-Lucasgilde. Het is onbekend van wie hij het schildersvak leerde.
Van 1655 tot 1659 was hij in Leiden, waar hij eveneens lid was van het gilde. Hij trouwde er in november 1655 met Cornelia Cornelisdr. van Rossum. In Leiden huurde het echtpaar een huis op stand aan het Rapenburg in Leiden, tegenover de universiteit. Zij kregen vijf kinderen, van wie de zoon Rochus (1658 geboren) eveneens kunstschilder werd.  In 1659 was hij met zijn familie verhuisd naar Amsterdam, om in 1661 weer in Leiden te zijn teruggekeerd. In 1664 zou hij mogelijk weer naar Delft zijn teruggekeerd omdat hij er toen zijn lidmaatschap van het Lucasgilde betaalde. Zijn jongste kind werd echter in 1666 in Leiden gedoopt. 
De sterfdatum en -plaats van de schilder zijn onbekend. Hij overleed in Delft of in Leiden.